# Tim Griek
Thiemen (Tim) Griek (Haarlem, 3 augustus 1944 – Oterleek, 13 februari 1988) was een Nederlands muzikant en muziekproducent.

## Biografie
Griek werd geboren als zoon van een dansleraar. Hij was drummer bij The Jokers, die hun naam in 1967 veranderden in Ekseption. In 1968 verliet hij Ekseption die hem verving door Peter de Leeuwe. Vervolgens ging Griek bij Bovema werken. Aanvankelijk op de commerciële afdeling en vervolgens als muziekproducent. Griek was voor Bovema betrokken bij opnamen met onder anderen Dimitri van Toren, Jan Akkerman, Brainbox, Elly en Rikkert, en vanaf 1979 voor EMI met André Hazes.
Voor het, uit het Duits vertaalde, liedje Meisjes met rode haren zocht Griek in 1972 een Nederlandse zanger, en vond die tijdens een talentenjacht in Zevenaar in de persoon van Arne Jansen.
In 1988 kwam Tim Griek op 43-jarige leeftijd om het leven bij een ongeval waarbij hij met zijn auto te water raakte. Hazes nam naar aanleiding daarvan het nummer Bedankt mijn vriend op en droeg het album Liefde Leven Geven aan Griek op. Griek was getrouwd en had twee kinderen.

## Musical
In de musical Hij Gelooft in Mij (2012-2015) over het leven van André Hazes wordt de rol van Tim Griek gespeeld door acteur Cees Geel en Rutger de Bekker (alternate).

## Film: Bloed, zweet & tranen
In de film Bloed, zweet & tranen wordt de rol van Tim Griek gespeeld door Fedja van Huêt.